# Île de Cartéron
Pour les articles homonymes, voir Cartéron.
L'île de Cartéron est une île fluviale de la Charente, située sur la commune de Vars.